# ダンビル (イリノイ州)

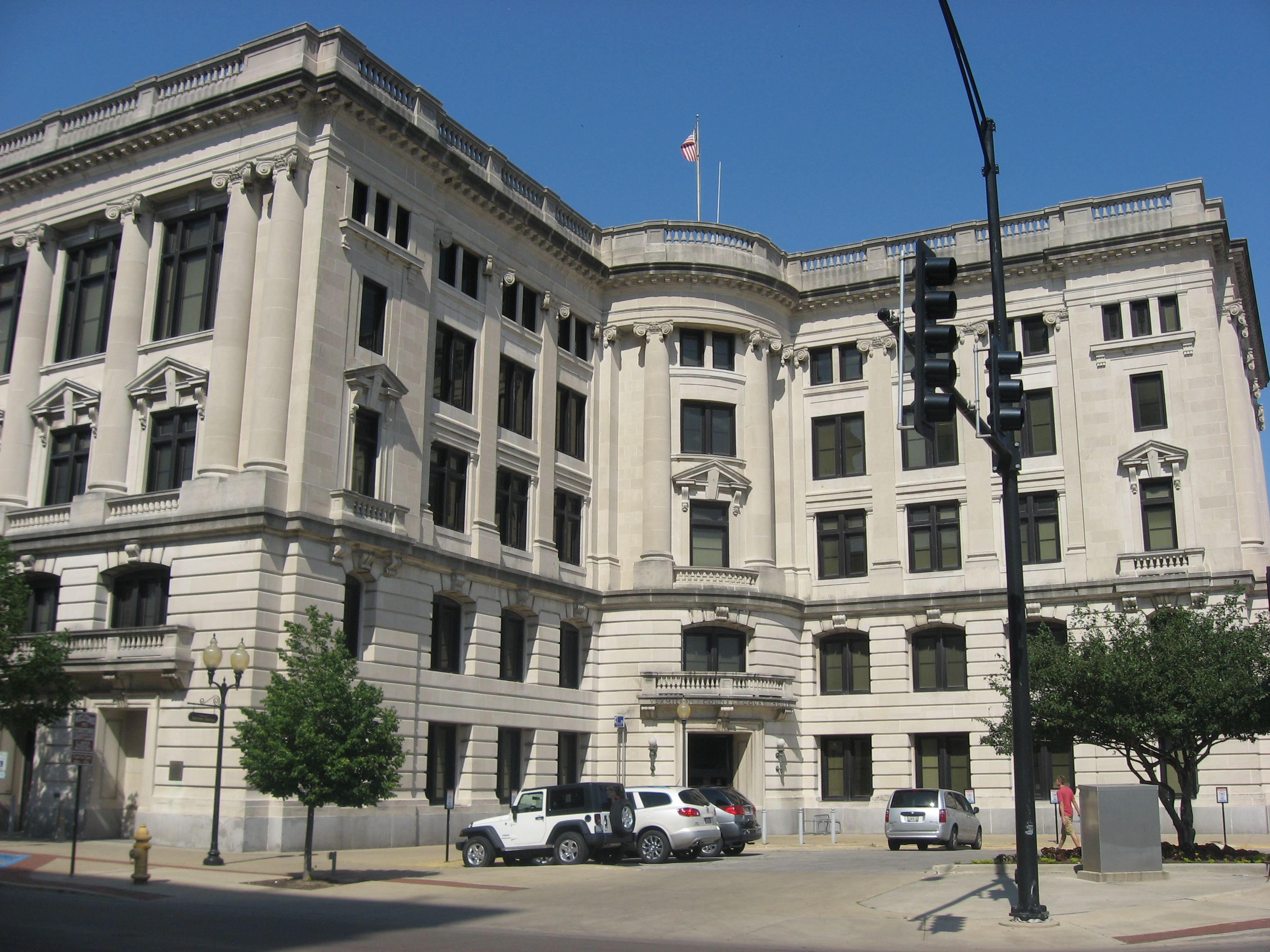
裁判所

ダンビル（Danville）は、アメリカ合衆国イリノイ州東部の都市。ヴァーミリオン郡の郡庁所在地である。人口は2万9204人（2020年）。インディアナ州の境界に近い。公共施設としてthe David S. Palmer Arenaがある。

## 地理
ダンビルは北緯40度8分21秒、西経87度37分17秒 (40.139273, -87.621507)に位置している。
アメリカ合衆国統計局によると、この都市は総面積44.3 km2 (17.1 mi2) である。このうち44.0 km2 (17.0 mi2) が陸地で0.3 km2 (0.1 mi2) が水地域である。総面積の0.58%が水地域となっている。
コーンベルト真っ只中の田舎町であり、教会と踏切が田舎の割りには多くなっている。

## 人口動勢
2000年国勢調査で、この都市は人口33,904人、13,327世帯、及び8,156家族が暮らしている。人口密度は770.0/km2 (1,994.0/mi2) である。338.1/km2 (875.5/mi2) の平均的な密度に14,886軒の住宅が建っている。この都市の人種的な構成は白人70.19%、アフリカン・アメリカン24.37%、先住民0.21%、アジア1.20%、太平洋諸島系0.03%、その他の人種2.09%、及び混血1.92%である。ここの人口の4.57%はヒスパニックまたはラテン系である。
この都市内の住民は24.9%が18歳未満の未成年、18歳以上24歳以下が9.5%、25歳以上44歳以下が27.7%、45歳以上64歳以下が21.3%、及び65歳以上が16.6%にわたっている。中央値年齢は37歳である。女性100人ごとに対して男性は99.3人である。18歳以上の女性100人ごとに対して男性は97.7人である。

## 交通機関
最寄の空港及び日本からのゲートウエイはシカゴ国際空港 (ORD) で乗り継ぎ、U of I's Willard 空港 、またはインディアナポリス国際空港 (IND) になる。